# Christophe Bonvin
Christophe Bonvin (født 14. juli 1965 i Riddes, Schweiz) er en tidligere schweizisk fodboldspiller (offensiv midtbane/angriber).
Bonvin spillede hele sin karriere i hjemlandet, hvor han tilbragte længst tid hos FC Sion. Her var han tilknyttet i samlet ti sæsoner, fordelt på to ophold. I 1997 var han med til at vinde det schweiziske mesterskab med klubben. Han var desuden tilknyttet Servette FC og Neuchâtel Xamax i henholdsvis to og tre sæsoner.
Bonvin spillede desuden 45 kampe og scorede otte mål for det schweiziske landshold. Han var en del af det schweiziske hold til EM i 1996 i England. Her spillede han to af schweizernes tre kampe, men kunne ikke forhindre, at holdet blev slået ud efter det indledende gruppespil.